# ناثان موسى
ناثان موسى هو سياسي كندي، ولد في 2 مارس 1819 في كندا، وتوفي في 6 مايو 1887 في هاليفاكس في كندا. انتخب عضو مجلس نواب نوفا سكوتيا.